# Benedict Arnold
Benedict Arnold (Norwich (Connecticut), 14 januari 1741 – Londen, 14 juni 1801) was een Amerikaanse militair. Tijdens de Amerikaanse Onafhankelijkheidsoorlog was hij een generaal die zich had onderscheiden als held van de revolutie tijdens de veldslag bij Fort Ticonderoga en de Slag bij Saratoga. Later in de oorlog, mede door zijn oppositie tegen de alliantie met Frankrijk en persoonlijke financiële problemen keerde hij zich tegen de Amerikanen voor een bedrag van £20.000 en sloot hij zich bij de Britten aan. Zijn naam is in de Verenigde Staten tegenwoordig een synoniem voor landverrader.

## Vroege leven
Arnold werd geboren als tweede van zes kinderen van Benedict Arnold III en Hannah King. Zijn overgrootvader was koloniaal gouverneur van Rhode Island. Het gezin was aanvankelijk welvarend, maar nadat Arnolds vader een aantal financiële tegenslagen moest verwerken en zijn heil zocht in alcohol, moest Arnold op 14-jarige leeftijd noodgedwongen zijn school verlaten. Hij kwam te werken in de apotheek die twee van zijn neven in Norwich beheerden. Hij wisselde zijn tijd in de apotheek af met militaire dienst, onder andere gedurende de Franse en Indiaanse oorlog.
In 1759 overleed zijn moeder en twee jaar later tevens zijn vader. Arnold vestigde zich kort daarna in New Haven en naast een apotheek hield hij zich bezig met de verkoop van boeken. Hij breidde zijn bedrijven snel uit en vergaarde een niet onaanzienlijk fortuin. In 1767 trouwde hij met Margaret Mansfield. Zij kregen drie kinderen voordat zij in 1775 kwam te overlijden.

## Revolutie
De Stamp Act van 1765 noopte Arnold om zijn handel buiten de Amerikaanse kolonies illegaal voort te zetten en later zou hij ook deelnemen aan demonstraties tegen de Britse overheersers. De maatregelen van de Britten richtten hem financieel bijna te gronde.
In maart van het jaar 1775 werd Arnold gekozen als kapitein van de Governor’s 2nd Company of Connecticut Guards en na het uitbreken van de Amerikaanse Onafhankelijkheidsoorlog marcheerde hij zijn troepen richting Boston. Later dat jaar was hij samen met Ethan Allen, de leider van Vermonts Green Mountain Boys nuttig bij de verovering van Fort Ticonderoga. Arnold en Allen kwamen vaak met elkaar in conflict en de twee gingen ieder hun eigen weg in het verdere verloop van de oorlog.
Met de steun van generaal George Washington nam Arnold, inmiddels kolonel geworden, het bevel over een troepenmacht die deelnam aan de invasie van Canada. Deze expeditie verliep echter desastreus en de Britten dreven hem terug naar de staat New York.
Na zijn terugtocht uit Canada werd Arnold bevorderd tot generaal en nam hij deel aan de verdediging van de noordelijke staten. Een promotie die hij verwachtte maar niet kreeg, zorgde evenwel voor wrevel tussen Arnold en het Continental Congress.

## Verraad
In de zomer van 1777 keerde het tij van de oorlog langzaam in het voordeel van de Amerikanen. Arnold speelde vervolgens een belangrijke rol bij de slag bij Saratoga waarbij een Brits leger onder bevel van generaal John Burgoyne, grotendeels door Arnolds tactisch optreden, gevangen werd genomen. De opperbevelhebber van de campagne, generaal Horatio Gates, gaf Arnold echter niet het krediet dat hij wellicht verdiende.
In 1778 benoemde Washington Benedict Arnold tot militair bevelhebber van het door de Britten ontruimde Philadelphia. Tijdens zijn verblijf aldaar werd bekend dat de Amerikanen een alliantie met Frankrijk waren aangegaan, iets waar Arnold door zijn ervaringen tijdens de Franse en Indiaanse Oorlog fel op tegen was. Gedesillusioneerd over de in zijn ogen onterechte behandeling van zijn meerderen en aversie van de Franse Alliantie stortte Arnold zich in het sociale leven van Philadelphia, waardoor hij zichzelf financieel ruïneerde. Na voor de krijgsraad te zijn gesleept wegens wangedrag ontmoette Arnold een Britse sympathisante, Margaret (Peggy) Shippen (18 jaar), met wie hij op 8 april 1779 in het huwelijk trad.
In juli 1780 werd Benedict Arnold commandant van het fort nabij West Point, waarna hij begon te corresponderen met een Britse generaal in de stad New York. Hij bood de Britten de controle aan over het fort in ruil voor £20.000 en een positie als generaal in het Britse leger. Zijn plannen werden onderschept waarna hij naar het Britse kamp vluchtte. Hij kreeg voor zijn inzet inderdaad een positie als generaal maar kreeg slechts £6000 omdat het plan mislukte.
Zijn landverraad bracht hem niet veel winst op en de Britten vertrouwden hem nooit helemaal. Hij zou nog aan enkele schermutselingen deelnemen vooraleer hij naar Engeland werd gestuurd waar hij Koning George III trachtte te overtuigen de strijd voort te zetten. De Britten hadden echter genoeg van de oorlog en Arnold vertrok vervolgens verbitterd naar Canada, waar hij korte tijd probeerde zijn financiële positie te herstellen. In 1792 echter moest hij noodgedwongen terugkeren naar Londen, waar hij in 1801 arm en gebroken overleed.
Paradoxaal genoeg was Arnold van cruciaal belang voor de Amerikaanse oorlogsinspanningen, maar wordt hij door zijn verraad vooral in een negatief daglicht gesteld. Benedict Arnolds naam is tegenwoordig in de Verenigde Staten synoniem met landverraad.